# Pilea johnsii
Pilea johnsii är en nässelväxtart som beskrevs av A.K.Monro. Pilea johnsii ingår i släktet pileor, och familjen nässelväxter. Inga underarter finns listade i Catalogue of Life.